# Saint-Laurent-de-l'Île-d'Orléans
Pour les articles homonymes, voir Saint-Laurent.
Saint-Laurent-de-l'Île-d'Orléans est une municipalité du Québec située dans la MRC de l'Île-d'Orléans dans la région administrative de la Capitale-Nationale. Son territoire fut peuplé dès 1660 et la paroisse fondée en 1679.

## Toponymie
D'abord nommée Saint-Paul jusqu'en 1698, puis Saint-Laurent par la suite, cette municipalité a toujours eu une vocation maritime. En effet, elle possède un parc maritime, un quai et un club nautique pouvant accueillir près de 150 embarcations. Le saint patron de la municipalité est Laurent de Rome.

## Histoire
La municipalité fait partie de l'ancienne seigneurie de l'Île-d'Orléans consédée à Jacques Castillon par la compagnie de la Nouvelle-France, le 15 janvier 1636.

## Géographie
La rivière Maheu traverse la pointe nord-est de la municipalité vers le sud-est.

## Démographie
| 1996  | 2001  | 2006  | 2011  | 2016  | 2021  |
| ----- | ----- | ----- | ----- | ----- | ----- |
| 1 576 | 1 617 | 1 601 | 1 580 | 1 532 | 1 607 |

## Administration
Les élections municipales se font en bloc pour le maire et les six conseillers.
| Saint-Laurent-de-l'Île-d'Orléans Maires depuis 2001                                                                  |                    |         |          |
| Élection | Maire              | Qualité | Résultat |
| 2001 | Yves Coulombe      |         | Voir     |
| 2005 | Yves Coulombe      | Voir    |          |
| 2009 | Yves Coulombe      | Voir    |          |
| 2013 | Yves Coulombe      | Voir    |          |
| 2017 | Debbie Deslauriers |         | Voir     |
| 2021 | Yves Coulombe      |         | Voir     |
| Élection partielle en italique Depuis 2005, les élections sont simultanées dans toutes les municipalités québécoises |                    |         |          |

## Jumelage
Elle est jumelée avec  Tourouvre (France) depuis 1958.

## Lieux religieux
- Église de Saint-Laurent-de-l'Île-d'Orléans : une première chapelle en bois est construite en 1675. Une église en pierre suit en 1697, mais l'église actuelle date de 1860. Suivant les plans de l'architecte Raphaël Giroux, l'église est construite en forme de croix latine avec un transept et des chapelles latérales. Le décor intérieur est réalisé en 1863 par Charles Baillairgé qui innove en recourant à des ornements moulés en plâtre au lieu d'en bois. Le maître-autel est l'œuvre du sculpteur Adolphe Dion en 1872. Les sculptures sur l'autel sont de Jean-Baptiste Côté et représentent le Bon Pasteur et les apôtres Pierre et Paul. Le chœur est orné de trois grandes toiles, Le Martyre de Saint-Laurent (peint par Vincenzo Pasqualoni) et la Transfiguration et le Repos de la Sainte Famille en Égypte. Enfin, des vitraux de Wallace J. Fischer réalisés en 1900 représentent saint Antoine de Padoue et la Samaritaine.

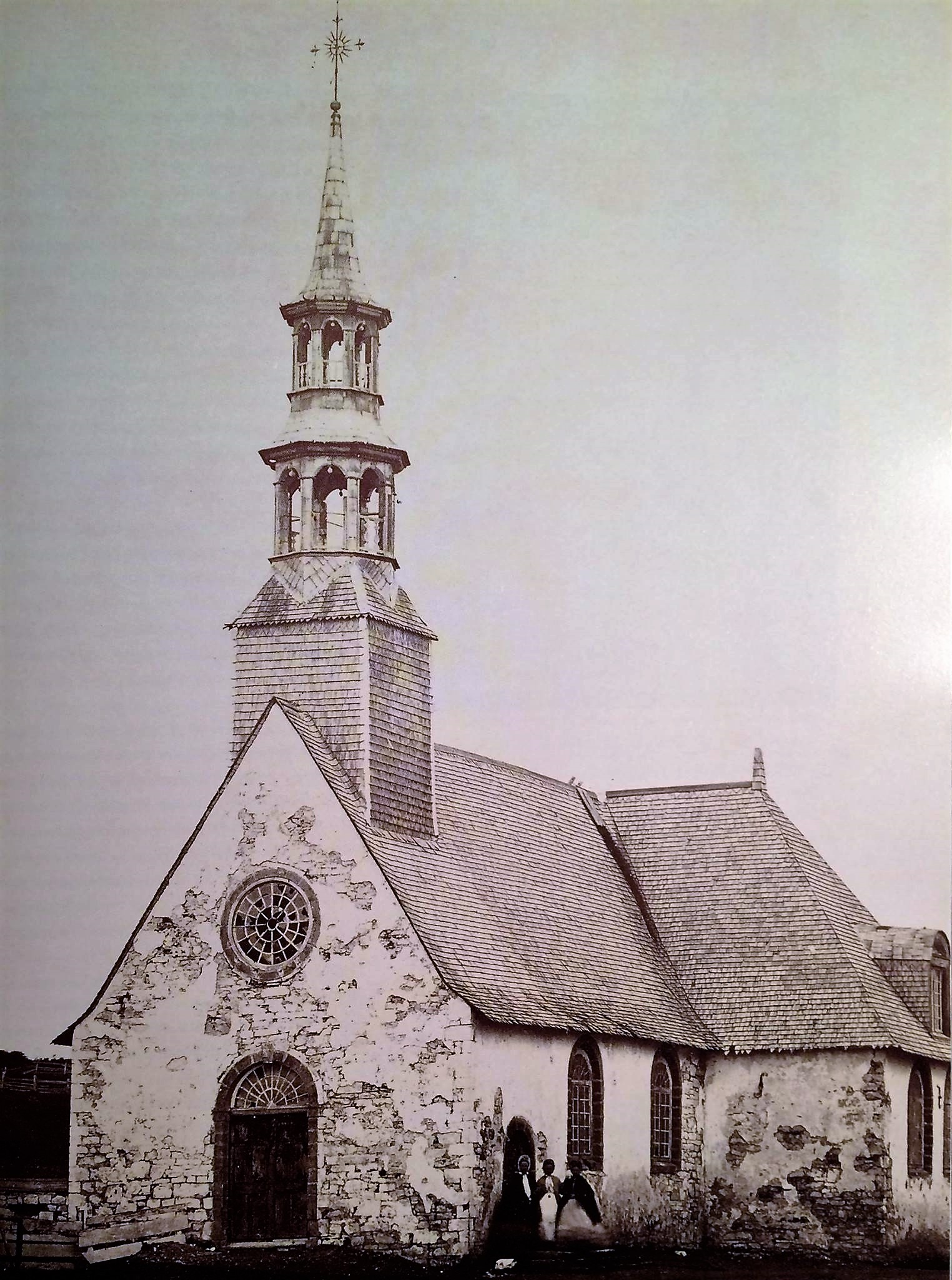
Ancienne
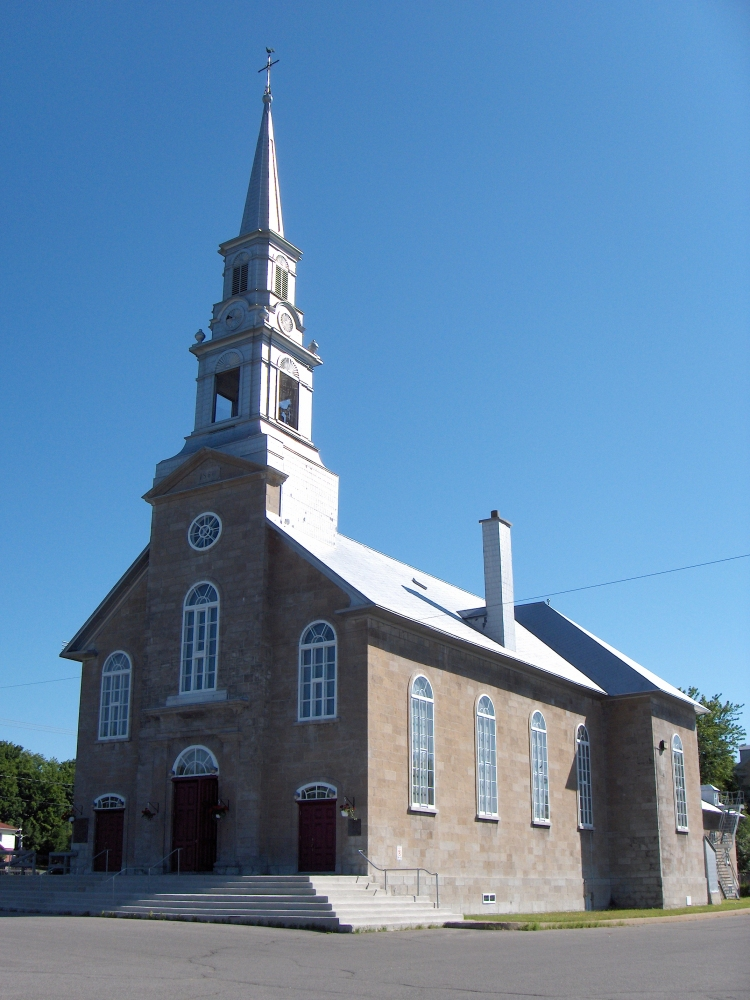
Actuelle
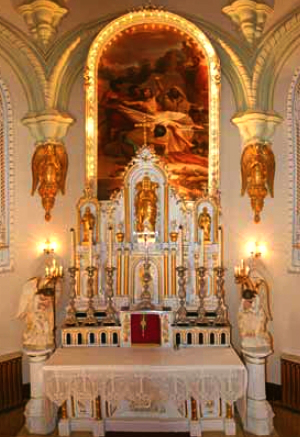
Autel

## Galerie

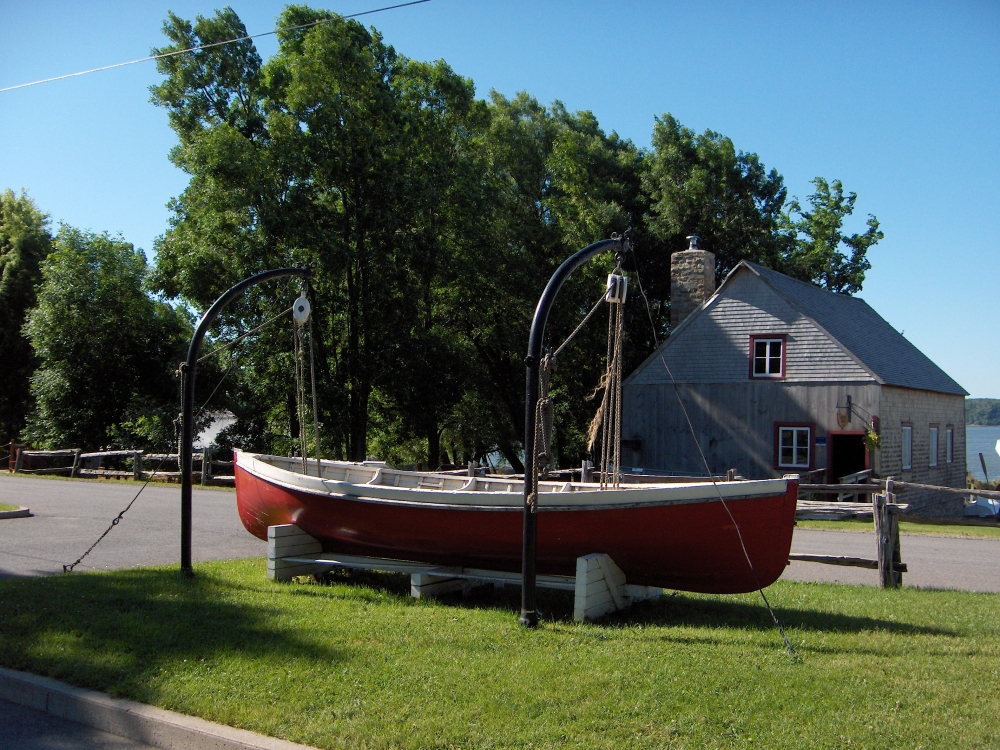
La Chalouperie
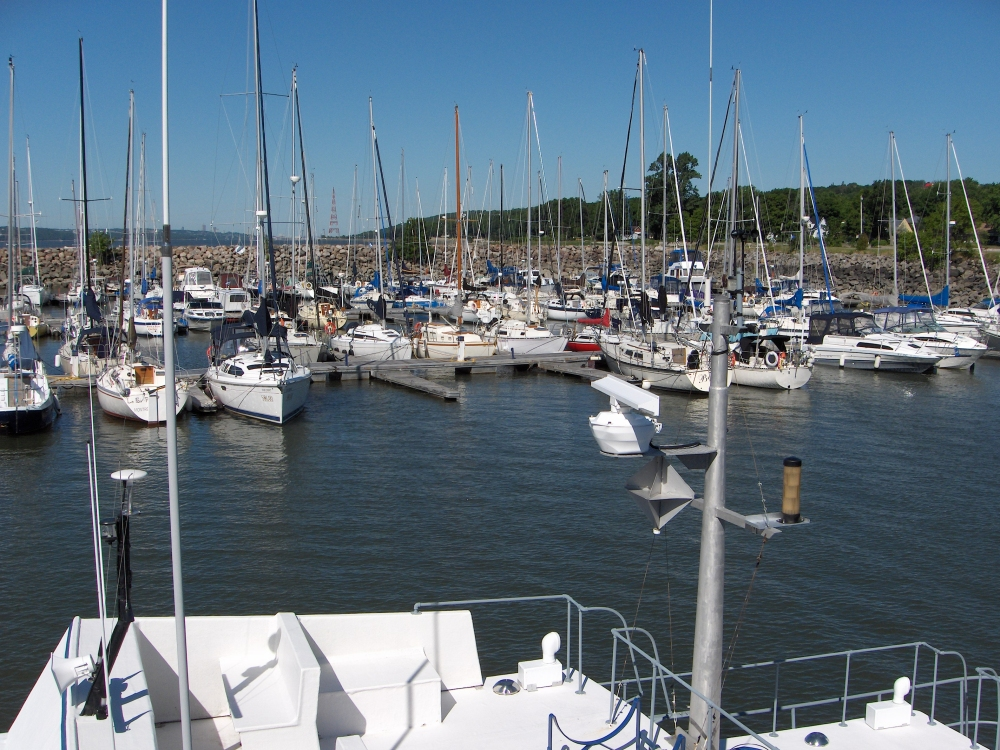
Le parc nautique